# Лендзяне

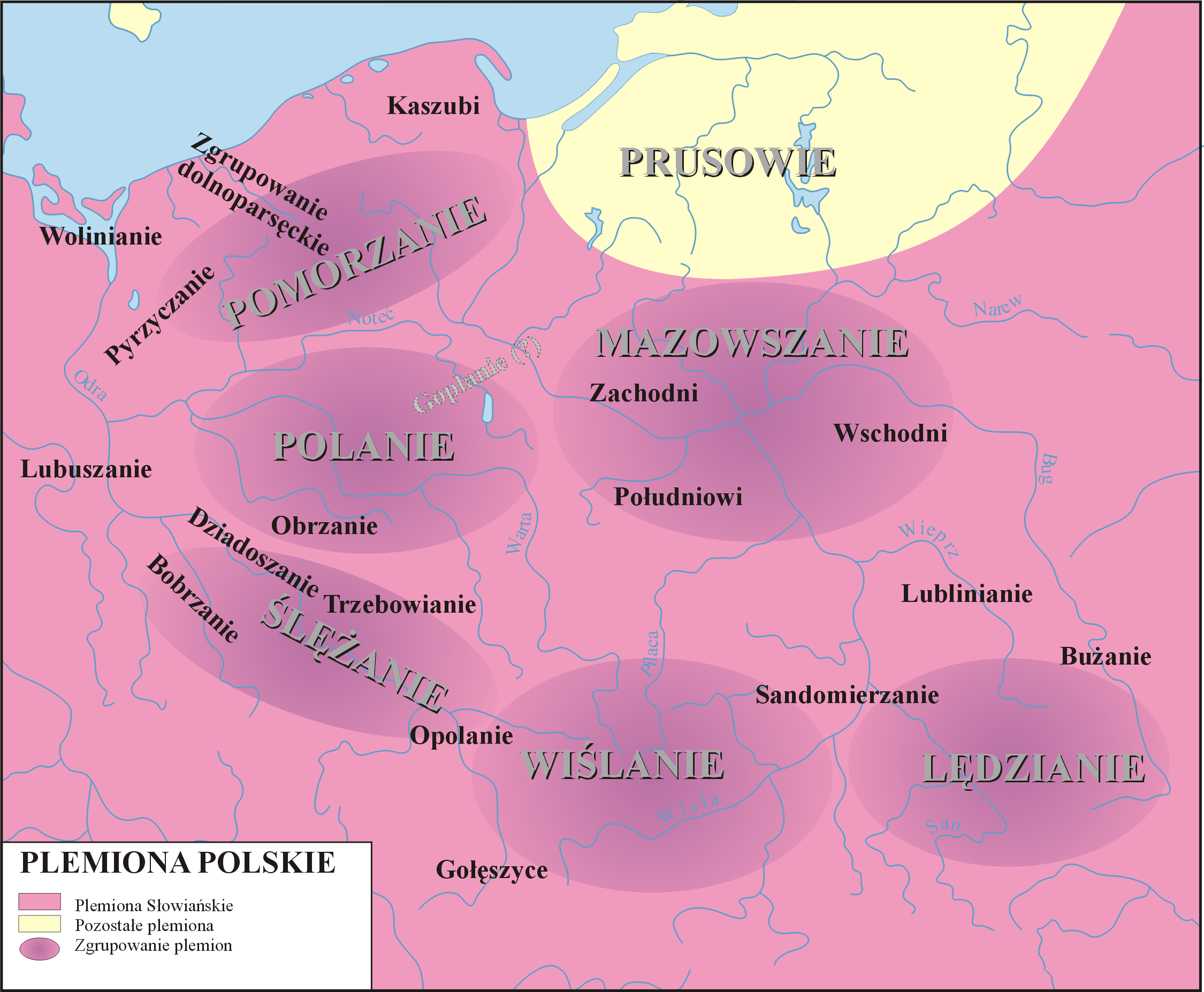
На Юго-Востоке карты отражено приблизительное место расселения Лендзян

Лендзяне (также: Ляхи, Ледзяне, Лендзичи, Лензанины) — западнославянское лехитское племя

## Название племени
Этноним Ледзяне происходит от праславянского и старопольского слова «леда», что означает «необработанное/невозделанное поле». В современном польском языке слово «лянд» означает «земля». Название племени, вероятно, берёт своё начало от подсечно-огневой системы земледелия. Исходя из этого, «ледзянин» означало земледельца, который сжигает лес. Название племени легло в основу экзоэтнонима для обозначения поляков и Польши в таких языках, как литовский (lenkai, Lenkija) и венгерский (lengyelek, Lengyelország).